# П'єр Анджелі
П'єр Анджелі (італ. Pier Angeli, при народженні Анна Марія П'єранджелі італ. Anna Maria Pierangeli; 19 червня 1932 — 10 вересня 1971) — італійська акторка, сестра-близнючка Маріси Паван. Зіграла у 33 фільмах як італійських, так і американських.

## Життєпис

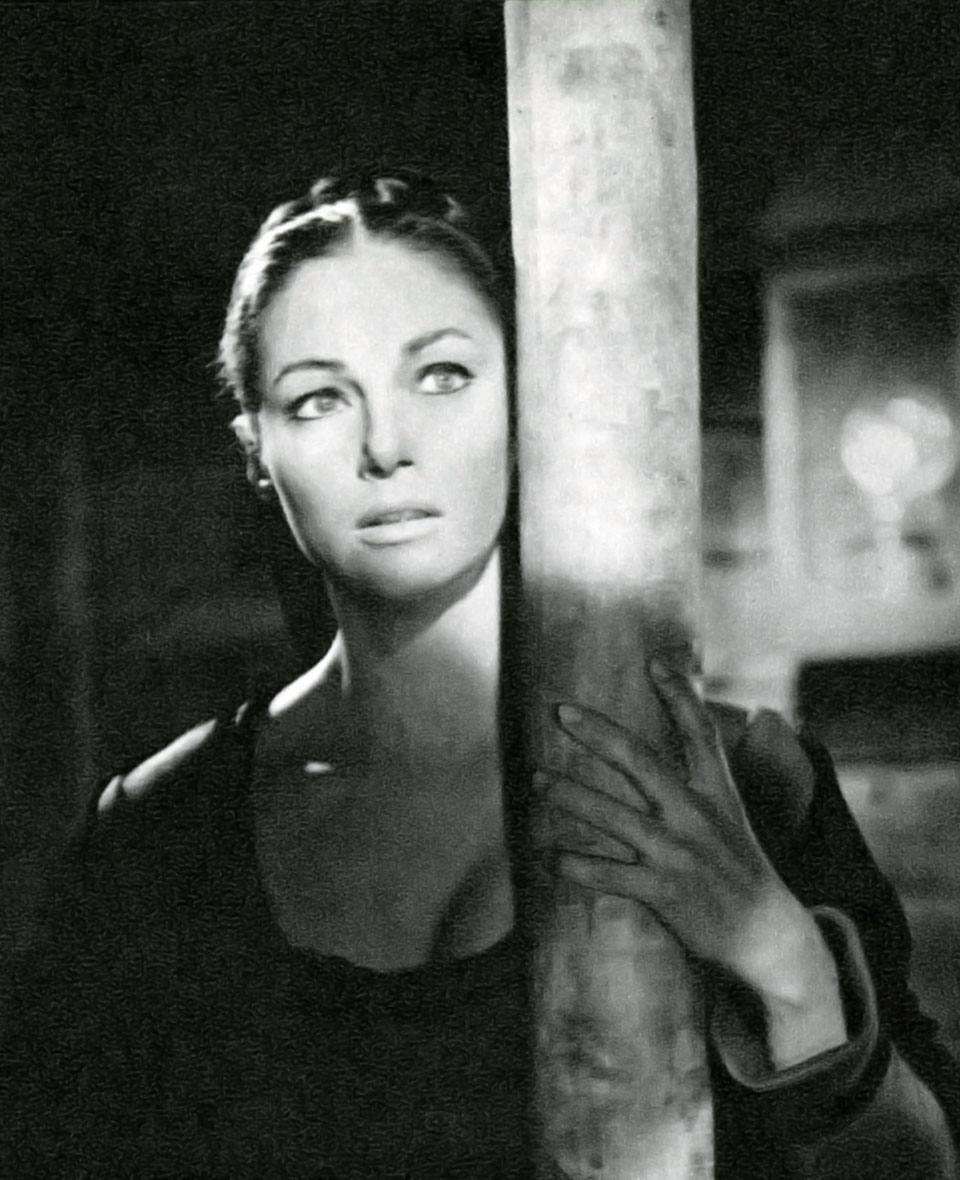
П'єр Анджелі у фільмі «За одну тисячу доларів в день», 1964 рік

Народилася у 1932 році в Кальярі, Сардинія. У неї було дві сестри, Маріса, сестра-близнючка, також акторка, та Патриція.
Своє прізвище Пьеранджелі акторка розділила, ставши в результаті П'єр Анджелі — так її ім'я краще сприймалося глядачами, особливо американськими.
Дебютувала в кіно в 1948 році. Акторська удача — головна роль Терези Руссо у фільмі «Тереза» (1951, премія «Срібна стрічка», 1951). У 1954 році акторку запросили зніматися в Голлівуд.
У 1960-ті і 1970-ті роки працювала як в Європі, так і в Голівуді.
П'єр Анджелі померла у 39 років через випадкове передозування ліками. Похована у французькому містечку Рюей-Мальмезон на цвинтарі Cimetiere des Bulvis.

### Особисте життя
П'єр Анджелі була закохана в кумира 1950-х, актора Джеймса Діна. Мала стосунки з Кірком Дугласом, на зйомках фільму «Три історії кохання» (1953).
У 1954 році одружилася з актором та співаком Віком Деймоном. Розлучення відбулося через чотири роки, в пресі був справжній бум — всі хотіли знати подробиці, пов'язані з боротьбою колишнього подружжя за опіку над їхнім сином Перрі.
У 1962 році одружилася з італійським композитором кіно Армандом Тровайолі, народила сина Ендрю. Через 7 років вони розлучилися.

## Фільмографія
- 1971 Людина-восьминіг | Octaman (США, Мексика) — Сьюзен Ловрі
- 1970 Вигини тіла | In the Folds of the Flesh | Nelle pieghe della carne (Іспанія, Італія)
- 1968 Кожен ублюдок-король | Every Bastard a King (Данія, Ізраїль)
- 1965 Битва за виступ | Battle of the Bulge (США) — Луїза
- 1965 Берлін, місце зустрічі шпигунів | Berlin, Appointment for Spies | Berlino-Appuntamento per le spie (Італія) — Пола Краусс, головна роль
- 1965 За одну тисячу доларів в день | Per mille dollari al giorno (Італія, Іспанія)
- 1964 Бангкок дає згоду агенту OSS 117 | Panic in Bangkok | Banco a Bangkok pour OSS 117 (Франція, Італія) — Ліла, головна роль
- 1962 Содом і Гоморра | Sodom and Gomorrah (США, Італія, Франція) — головна роль
- 1961 Заколот на «Альбатросі» | White Slave Ship | Ammutinamento, L' (Італія, Франція)
- 1960 Сердита Тиша | The Angry Silence (Велика Британія) — головна роль
- 1960 Морські мушкетери | Moschettieri del mare, I (Франція) — головна роль
- 1958 Веселий Ендрю | Merry Andrew (США)
- 1957 Вінтаж | The Vintage (США)
- 1956 Порт Африка | Port Afrique (Велика Британія)
- 1956 «Хтось там нагорі любить мене» | Somebody Up There Likes Me (США) — Норма Ангер
- 1956 Зустрінемося в Лас-Вегасі | Meet Me in Las Vegas (США) — епізод (Немає в титрах)
- 1954 Срібна чаша | Silver Chalice, The (США)
- 1954 «Мадемуазель Нітуш» | Mam'zelle Nitouche (Італія, Франція) — Деніза де Флавіньо / Нітуш, головна роль
- 1953 Три історії кохання | Story of Three Loves, The (США) — Ніна, головна роль
- 1953 Сомбреро | Sombrero (США)
- 1951 Тереза| Teresa (США) — Тереза, головна роль
- 1950 Завтра буде занадто пізно | Domani e troppo tardi (Італія) — Мірелла, головна роль

## Нагороди та номінації
- «Золотий глобус» (1952) — «Найбільш багатообіцяючий новачок» (Тереза);
- Премія «Срібна стрічка» (1951) за роль у «Завтра буде запізно»;
- Номінація на «BAFTA» (1960) — найкраща іноземна акторка.